# L'Ange du chaos
 (septembre 2022).
Si vous disposez d'ouvrages ou d'articles de référence ou si vous connaissez des sites web de qualité traitant du thème abordé ici, merci de compléter l'article en donnant les références utiles à sa vérifiabilité et en les liant à la section « Notes et références ».
L’Ange du chaos est le premier tome de la série littéraire L’Agent des ombres de l’écrivain français Michel Robert, paru en 2004.

## Résumé

### Prologue
Le duc Elvanthyell, archimage du Chaos, rencontre secrètement Leprin, légat des Ténèbres, afin de contrecarrer le plan d'invasion des Territoires-Francs par l'Empire de la Lumière. Le duc est accompagné de deux guerriers : Cellendhyll de Cortavar, l'Adhan aux yeux verts, et son ami Gheritarish qui s'avère être un Loki, une créature issue de magie. Ces derniers ont un rôle symbolique ici - ce que ne manque pas de relever Cellendhyll. Pendant qu'ils discutent, Elvanthyell et Leprin tombent d'accord. Le Chaos enverra donc une Ombre neutraliser une personnalité importante du Conseil de l'Empire. Pendant que le duc profite des "cadeaux" offerts par Leprin, ce dernier se rend dans ses quartiers et retrouve sa maîtresse Estrée, la propre fille d'Elvanthyell.

### L'histoire
La mission, organisée par le fils du duc, Morion, débute avec Rosh Melfynn, héritier d'une grande Maison du Chaos. D'entrée, celui-ci, par sa négligence, manque de faire échouer la mission. Heureusement, Cellendhyll - que Rosh connaît uniquement sous le nom de Machallan - parvient, armé de sa dague, Belle de Mort, à redresser la situation en montrant l'étendue de ses talents guerriers. Après avoir été guéri par un Rosh peu enthousiaste, Cellendhyll neutralise ce dernier et poursuit la mission sans lui.
En parallèle de sa mission, Cellendhyll a bien l'intention de se venger de ses anciens amis, les Compagnons du Soir, qui l'ont trahi jadis et laissé pour mort, alors qu'il allait devenir le nouveau champion de la Lumière. Mourant, ayant appelé en vain la Lumière à son secours, Cellendhyll fut sauvé de justesse par Morion qui l'emmena avec lui au sein du Chaos.
L'Adhan rencontre par la suite Nérine, une Rhitan, qui décide de l'accompagner dans son périple. Avant de partir, Cellendhyll retrouve un des Compagnons, Jhemar d'Althynès, et le supprime, sa vengeance a débuté. Durant leur voyage, ils sont attaqués par une bande de brigands puis par des soldats de l'Empire alors qu'ils cheminent avec une famille de Rhitans. Par la suite, ils sont attaqués par une troupe d'Ikshites des Ténèbres et Mordrach, un sorcier en possession d'un gantelet maudit. Ils ont pour mission de supprimer Cellendhyll par ordre du Père de la Douleur, Roi-Sorcier des Ténèbres. Ce dernier ignore que Cellendhyll est justement l'Ombre remplissant la mission commanditée par Leprin. L'Adhan et la Rhitan parviennent difficilement à échapper aux Ténébreux.
Après avoir récupéré quelques forces, Cellendhyll, toujours accompagné de Nérine, fait la connaissance de Reydorn, mage vert de la Sylve, ainsi que de deux frères fendyrs (humains d'allure elfique), Gwendh'aïel et Gwerdh'ann. Aidé de ses nouveaux alliés, Cellendhyll parvient à décimer les Ikshites et neutraliser le sorcier félon, ancien compagnon de Reydorn. L'Adhan étant bien affaibli après ces combats, Reydorn décide de les conduire chez des amies, Kell et Marg. Kell est une Sylvaine au service d'Aïlaëen et Marg, surnommée la Vierge d'Acier, est une redoutable guerrière.
Là, Cellendhyll est soigné par la magie de Kell et renouvelle son équipement d'armes. Mais il ne peut éviter une joute amicale avec Marg, d'où il sort vainqueur en ayant recours au zen de l'Initié. Après un repos complet, Reydorn tient parole et transporte Cellendhyll, à l'aide du portail créé par Kell, dans la capitale de la Lumière sur les Territoires-Francs, la cité des Nuages. Nérine est laissée aux bons soins de Gwendh'aïel, une tendre relation s'étant établie entre les deux. Avant de quitter Reydorn, Cellendhyll lui révèle son véritable nom, preuve de son amitié.
Une fois dans la cité, Cellendhyll rencontre son contact mais Rosh n'a pas fait le nécessaire au préalable et l'affaire s'envenime vite. L'Adhan décide alors de prendre contact avec la Guilde des voleurs et finit par rencontrer Rhober Rathe dit Rathe le Corbeau, un Maître-voleur, qui le prend sous son aile. Rathe met en contact l'Adhan avec Mélicio Volpert, un Veillant de la Fraternité. Ce dernier moyennant paiement doit lui fournir des renseignements. Rathe prévient Cellendhyll d'une trahison prévisible de Volpert (malgré une mise en garde de l'Adhan). Les deux compères se lient d'amitié. Volpert le trahit effectivement et décide de jouer sur les deux tableaux. Il fournit les renseignements et pense avoir l'Adhan à sa merci mais ce dernier le supprime et parvient à s'enfuir.
Pendant ce temps, Estrée livre à son amant Leprin des renseignements (volés dans le bureau de son frère) sur les différentes Maisons du Chaos en échange d'une nouvelle drogue, la bleue-songe. À son insu, la drogue a été trafiquée par le Ténébreux pour en démultiplier la dépendance.
Avec l'aide de Rathe, Cellendhyll parvient à gagner la demeure d'Ysanne de Cray, son amour de jeunesse. Celle-ci a participé à la trahison de jadis et l'Adhan, pour se venger, décide de l'épargner mais lui réserve un sort pire que la mort (selon elle). Plus tard, Cellendhyll se rend chez un Compagnon, Sophien de Guerches, et le trouve mort. Ce dernier, dans une lettre adressée à l'Ange, exprime ses regrets pour la trahison passée. En se sauvant par le toit, Cellendhyll tombe nez à nez sur un autre Compagnon, Valère d'Argonis. Un combat s'ensuit où l'Adhan finit par terrasser son adversaire.
Cellendhyll doit maintenant trouver un moyen pour entrer au Palais de Vérité. Rathe et sa Fratrie composée de Barrowmer Dés-Agiles, Nifold le baratineur, Renfro le chapardeur et Milo le Nain, lui proposent un moyen risqué : passer par un souterrain connu d'eux seuls. Mais il faudra payer une forte somme, ce qui n'est pas un problème pour l'Adhan. Tous décident de l'accompagner. En chemin, les compagnons tombent sur des serpentères, créatures serpentines affiliées aux Ténèbres, qui recherchent l'Adhan. Retranchés dans une salle, les compagnons affrontent les serpentères dirigés par un Blanc (bien plus dangereux et malin qu'un Vert). Le combat s'engage et s'annonce mal pour les compagnons. Renfro est tué par le Blanc, ce qui déclenche la colère de Milo et dévoile ses talents d'Adepte (rang supérieur à l'Initié). Le Nain finit par tuer le Blanc ce qui met fin au combat. Cellendhyll parvient ensuite sans encombre au palais de Vérité.
En se cachant, Cellendhyll parvient à éviter de se faire repérer. Il attend le jour du Jugement pour réclamer son droit de Justice. Devant le Conseil, il raconte la trahison dont il fut victime dix ans plus tôt et accuse Ghisbert de Cray, le frère d'Ysanne, ancien Compagnon et actuel lige, d'avoir assassiné son prédécesseur Coreyn d'Aquéras. Pour prouver sa bonne foi, l'Adhan réclame le combat du Juste. L'immunité du lige et ses pouvoirs sont annulés dans le cas présent. Cellendhyll et Ghisbert s'affrontent donc avec le "seul pouvoir des armes". Tous les deux ont recours au zen et c'est Cellendhyll qui l'emporte. Ghisbert se tourne alors vers l'Autre (le véritable cerveau de toute l'affaire), en vain. Le Conseil décide ensuite de nommer Cellendhyll lige en vue de leur prochaine campagne d'invasion.
Avant de partir pour son pèlerinage, Cellendhyll a tout le temps de réfléchir au combat qu'il vient de mener et de se rendre compte de l'existence de l'Autre (qu'il ignorait jusqu'ici). Il se rend donc vers lui mais il est surpris en chemin par le dernier Compagnon en vie, Igon de Mortemart, qu'il avait totalement oublié (fait rarissime de la part du guerrier). Heureusement pour l'Adhan, Gheritarish, qui le suivait secrètement depuis le début, surgit et vient à bout d'Igon après un rapide mais rude combat. Cellendhyll se rend ensuite auprès de l'Autre à savoir l'archevêque Auryel d'Esparre. Il s'avère que c'est lui l'homme à abattre de la mission car il est un Maître-espion ayant échappé à l'emprise des Ténèbres. Cellendhyll parvient à le neutraliser et, contre la promesse d'informations (notamment au sujet d'une prophétie qui le concerne et qui est la cause de sa traque par les Ténèbres), décide de l'épargner non sans le mutiler au passage. Cellendhyll s'en retourne donc vers le Chaos avec son prisonnier. Mais Hégel, le cardinal de l'Orage, est persuadé que l'Adhan a trahi la Lumière, qu'il est au service des Ténèbres et qu'il a enlevé le véritable Auryel (assassiné des années plus tôt par le Maître-espion).

### Épilogue
En récompense pour le succès de sa mission, Cellendhyll reçoit des mains de Morion un second cœur, un cœur de Loki. Ce dernier lui est implanté magiquement par le Puissant. L'Adhan s'écroule alors sans connaissance. La suite est à lire dans le tome 2 des aventures de Cellendhyll.

## Éditions
Le roman est paru en août 2004 aux éditions Mnémos  (ISBN 978-2-915159-26-4) et a été réédité en format de poche chez l’éditeur Pocket en juin 2008  (ISBN 978-2-266-17413-8).